# Synodontoides procerus
Synodontoides procerus är en rundmaskart som först beskrevs av Gerlach 1957.  Synodontoides procerus ingår i släktet Synodontoides och familjen Axonolaimidae. Inga underarter finns listade i Catalogue of Life.